# 프로시노네도
프로시노네도(이탈리아어: Provincia di Frosinone)은 이탈리아 라치오주의 도이다. 도청 소재지는 프로시노네이다. 면적은 3,244 km2, 인구는 489,042(2005)이다.
프로시노네도는 1926년 12월 6일에 왕실의 칙령에 따라 라치오주와 캄파니아주에 속했던 지역에 설치한 도이다.

## 출신 인물
- 로돌포 그라치아니: 필레티노 출신
- 데 시카: 소라 출신